# Oberes Geysir-Becken
Das obere Geysir-Becken (englisch: Upper Geyser Basin), auch Old-Faithful-Region genannt, ist die Region im Yellowstone-Nationalpark, welche die höchste Konzentration von geothermalen Objekten im Park aufweist. Sie liegt am Rande der Yellowstone-Caldera im US-Bundesstaat Wyoming, südlich der Ortschaft Norris, und umfasst etwa 2,5 km² Land. Unter den geothermalen Objekten befindet sich rund ein Viertel sämtlicher weltweit existierender Geysire, darunter der Old Faithful, Grand Geysir, Riverside-Geysir, Castle-Geysir, Aurum-Geysir und Daisy-Geysir. Es wird in den Firehole River entwässert.

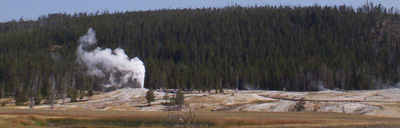
Oberes Geysir-Becken

Die Hügel, welche das obere Geysir-Becken umgeben, sind Überbleibsel aus saurem Lavagestein aus dem Quartär (Pleistozän).
Gletscherablagerungen (Moränen) der letzten Eiszeit schufen unter dem Geysir-Becken Speicherbereiche für Wasser. Nur dank dieser Speicher sind Geysire möglich.
Anzeichen für eine starke Erosion sind im oberen Geysir-Becken allgegenwärtig – von Abflusskanälen, die in den Sinter eingeschnitten sind, bis zur Drainage des Firehole Rivers. Südlich des Old Faithful bilden sich Berge. Dort erreichen die Rocky Mountains eine Höhe von 2518 m und teilen das Land in zwei Wassereinzugsgebiete.